# سرای دلگشا
سرای دلگشا مربوط به دوره قاجار است و در تهران، خیابان ۱۵ خرداد، بعد از چهارراه گلوبندک، روبروی میدان ارگ، پلاک ۹۵۸ جای گرفته بود. این اثر تاریخی با شمارهٔ ثبت ۱۹۸۴۸ در سال ۱۳۵۶ خورشیدی به‌عنوان یکی از آثار ملی ایران به ثبت رسیده بود.
به رغم تلاش‌های سازمان میراث فرهنگی برای جلوگیری از تخریب این اثر تاریخی و ملی، در پاییز سال ۱۳۸۹ خورشیدی، این اثر تاریخی به درخواست مالک و با حکم دیوان عدالت اداری از فهرست آثار ملی ایران خارج و تخریب آن آغاز شد.
در نهایت، در مهر ۱۳۹۰ خورشیدی، بخش‌های باقی‌مانده از این اثر تاریخی و ملی، به‌شکل کامل تخریب شد.
سرای دلگشا در مساحتی بالغ بر ۵۰ هزار مترمربع بازسازی شده است و ۱۶۰۰ واحد تجاری در ۱۰ طبقه در آن فعالیت می‌کنند. این به آن معنا است که به طور متوسط هر واحد باعث اشتغال مستقیم سه نفر و اشتغال غیرمستقیم ده‌ها نفر دیگر شده است. این یعنی سرای دلگشا با احتساب نیروهای خدماتی خود چیزی بیش از ۵۰۰۰ شغل مستقیم ایجاد کرده است. مالک این پروژه خانواده ترامشلو می باشد که در خصوص نحوه تحصیل ثروت این خانواده و شائبه های پشت آن حرف و حدیث بسیار است. 